# ᜌ
En el sistema de escritura de baybayin, la letra ᜌ es un carácter silábico que se corresponde con el sonido ya. 

## Uso
Si un punto se añade a la parte superior (ᜌᜒ), el sonido se convierte en un sonido yé o yi, por su parte, si un punto se añade a la parte inferior (ᜌᜓ), el sonido se convierte en un sonido yo o yú. El sonido se convierte en una consonante y si un virama se agrega a la parte inferior (ᜌ᜔). 

## Unicode
Esta letra tiene el código de Unicode U+170C, situado en el bloque tagalo.
| Carácter      | ᜌ                 | ᜌ                 |
| ------------- | ----------------- | ----------------- |
| Unicode       | TAGALOG LETTER YA | TAGALOG LETTER YA |
| Codificación  | decimal           | hex               |
| Unicode       | 5900              | U+170C            |
| UTF-8         | 225 156 140       | E1 9C 8C          |
| Ref. numérica | &#5900;           | &#x170C;          |